# Dana Kaproff
Dana Kaproff (* 24. April 1954 in Los Angeles, Kalifornien) ist ein US-amerikanischer Komponist und Musikproduzent.

## Leben
Kaproff wuchs als Sohn eines bekannten Studiomusikers und Cellisten in Los Angeles auf und kam bereits früh mit der Musik in Berührung. Nach dem Studium an der University of California an den Standorten Los Angeles (UCLA) und Berkeley (UCB) studierte er klassische Komposition mit namhaften zeitgenössischen Komponisten wie George Tremblay, Andrew Imbrie und Paul Chihara.
Seit Ende der 1970er Jahre arbeitet er für und mit Hollywood-Größen wie Elmer Bernstein, Jerry Goldsmith und John Barry und vertonte seitdem zahlreiche Filme und Fernsehserien. Hierzu gehören unter anderem Delvecchio, Die sieben Millionen Dollar Frau, Hawaii Fünf-Null, Spider-Man – Der Spinnenmensch, Death Valley, Falcon Crest, Cagney & Lacey, Der Mann vom anderen Stern, Unter der Sonne Kaliforniens oder Matlock.
Seit Mitte der 1990er komponiert er hauptsächlich für Fernsehfilme und Dokumentationen bekannter US-amerikanischer Fernsehsender und Kabelnetzwerke wie CBS, NBC, ABC, FOX, HBO, Showtime, PBS, Lifetime, Paramount, Universal, Columbia-Tristar, Time Warner, National Geographic, USA Networks sowie für das Format Entertainment Tonight.
Im Jahr 2001 gründete er das Internet-Unternehmen audioRiot, das sich auf das Audiodesign und die musikalische Untermalung kommerzieller Webseiten und vergleichbarer Inhalte spezialisiert hat. Auch in der Werbung ist Kaproff aktiv und komponierte Musik für Werbespots der Marken Apple, BMW, Kraft, Kyocera, Nestlé sowie für weitere Unternehmen.
Neben seiner Arbeit für Film und Fernsehen und in der Werbung schreibt Kaproff seit 2005 eigene Indie-Rock- und Poptitel und produziert diese unter seinem Musiklabel Mi Myoozik Publishing. Außerdem schreibt und produziert er auch für andere Künstler; so komponierte er die Hälfte des Shirley-Bassey-Albums Thank You for the Years. Es folgte die Zusammenarbeit mit Künstlern wie Dianne Arkenstone, Bianca Rossini, Bri Cuoco und Jon Hall.
Im Jahr 2011 zog Kaproff mit seinem Studio und Unternehmen, Dana Kaproff Music, aus seiner kalifornischen Heimat nach New York City an die Ostküste der Vereinigten Staaten, wo er heute lebt und arbeitet. Gelegentlich hält er Vorträge über Komposition und das Musikgeschäft an Schulen und Universitäten.

## Filmografie (Auswahl)
| - 1977: Exo-Man - 1978: Last of the Good Guys - 1979: Der Mann der tausend Eigenschaften (The Ultimate Impostor) - 1980: Die Königin der Banditen (Belle Starr) - 1980: Scared Straight! Another Story - 1981: Berlin Tunnel 21 - 1981: Gefangene Liebe (Inmates: A Love Story) - 1984: Die zweiten Augen (Second Sight: A Love Story) - 1985: Between the Darkness and the Dawn - 1985: Chiller – Kalt wie Eis (Chiller) - 1986: A Smoky Mountain Christmas - 1986: A Winner Never Quits - 1986: Firefighter - 1988: Das Grab am See (The People Across the Lake) - 1988: Showdown in Atlantic City (Glitz) - 1988: Todesspiele (I Saw What You Did) - 1989: High Desert Kill - 1989: Nightlife - 1989: Schmutziges Spiel (Full Exposure: The Sex Tapes Scandal) - 1990: Blinder Hass (Blind Vengeance) - 1990: Das vergessene Volk (Vestige of Honor) - 1990: Killing Cop (The China Lake Murders) - 1991: Das Gesetz der Angst (Don’t Touch My Daughter) - 1991: Eine Falle für den Killer (This Gun for Hire) - 1991: Martyrium einer Mutter (My Son Johnny) - 1991: Silent Motive – Mord in Hollywood (Silent Motive) - 1992: Computer Love (Homewrecker) - 1992: Im Herzen der Lüge (Calendar Girl, Cop, Killer) - 1992: Lady Boss - 1992: Tödliche Erinnerungen (Duplicates) - 1993: Böses Blut (Tainted Blood) - 1993: Stimme der Dunkelheit (When a Stranger Calls Back) - 1993: Zum Abschuß freigegeben (With Hostile Intent) - 1994: Cagney & Lacey – Tödlicher Kaviar (Cagney & Lacey: The Return) - 1994: Deadphone (Dead Air) - 1994: Dem Terror ausgeliefert (Terror in the Night) - 1995: Blutiges Familiengeheimnis (A Family Divided) - 1996: A Case for Life - 1996: Der leidensvolle Weg zum Sieg (Dying to Be Perfect: The Ellen Hart Pena Story) - 1996: Eingeschneite Herzen (Christmas in My Hometown) - 1996: The Stepford Husbands - 1996: Tiger: Lord of the Wild - 1997: Angeklagt: Ein Vater unter Verdacht (Indefensible: The Truth About Edward Brannigan) - 1997: Deep Running – Flucht zu zweit (On the Edge of Innocence) - 1997: Der Traum des Häuptlings (Stolen Women, Captured Hearts) - 1997: Durchgebrannt – Hilfeschrei aus L.A. (Born Into Exile) - 1998: Beauty - 1998: Ein endloser Albtraum (Nightmare Street) - 1998: Murder at 75 Birch - 1999: Der Pakt (What We Did That Night) - 1999: Spurlos verschwunden – Eine Mutter gibt nicht auf (Vanished Without a Trace) | - 1977: In der Gewalt der Riesenameisen (Empire of the Ants) - 1979: Das Grauen kommt um Zehn (When a Stranger Calls) - 1980: The Big Red One - 1980: The Coneheads - 1982: Death Valley - 1982: Freitag der 713. (Pandemonium) - 1983: Die goldene Robbe (The Golden Seal) - 1988: Hilfe, ich bin ein Außerirdischer – Ausgeflippte Zeiten auf der Erde (Doin’ Time on Planet Earth) - 1989: Platoon Warrior (The Stick) - 1999: Ich weiß noch immer, wo sie begraben ist (What We Did That Night) - 2001: March (als D.K. Blu) - 2002: Tod auf Abruf (Determination of Death) - 2003: Killing Candy (als DK Blu) - 2003: White Rush (als D.K. Blu) - 2005: The Big Red One: The Reconstruction - 2007: Drei rauhe Gesellen (3 Bad Men, Vertonung des Films von 1926) - 2018: Amityville Horror – Wie alles begann (The Amityville Murders) - 1976: Der Preis der Macht (True Colors) - 1976: Once an Eagle - 1977: Delvecchio - 1977: Die sieben Millionen Dollar Frau (The Bionic Woman) - 1978: Hawaii Fünf-Null (Hawaii Five-O) - 1978–1979: The Amazing Spider-Man - 1982–1986: Falcon Crest - 1982–1988: Cagney & Lacey - 1986: Der Mann vom anderen Stern (Starman) - 1990: Grüße aus dem Jenseits (Shades of LA) - 1993: Unter der Sonne Kaliforniens (Knots Landing) - 1994: Matlock - 1997: National Desk - 2007–2008: Animal Atlas - 1979: The Late Great Planet Earth - 1996: ABC World of Discovery: Creatures of Africa’s Hidden World - 1996: National Geographic: The Last Feast of the Crocodiles - 1997: Chariots of the Gods - 2001: Empires: The Roman Empire in the First Century - 2002: National Geographic: Killer Cats of the Kalahari - 2003: Empires: Peter & Paul and the Christian Revolution - 2004: Japan: Memoirs of a Secret Empire - 2011: Voices of Violence Pt 2: Effective Treatments - 2011: Voices of Violence: Part 1 – The Roots of Violence |

## Auszeichnungen
- 1988: ASCAP Film and Television Music Award (Most Performed Underscore)